# اسکارس گریس (آلاباما)
اسکارس گریس (به انگلیسی: Scarce Grease) یک منطقهٔ مسکونی در ایالات متحده آمریکا است که در شهرستان لایمستون، آلاباما واقع شده‌است. اسکارس گریس ۱۹۹٫۰۴ متر بالاتر از سطح دریا واقع شده‌است.